# Thermosphaeroma subequalum
Thermosphaeroma subequalum is een pissebed uit de familie Sphaeromatidae. De wetenschappelijke naam van de soort is voor het eerst geldig gepubliceerd in 1978 door Cole & Bane.